# 41
41 (XLI) var ett normalår som började en söndag i den julianska kalendern.

## Händelser

### Januari
- 24 januari
  - Caligula, känd för sin excentricitet och grymma despotism, mördas av det missnöjda praetoriangardet.
  - Claudius efterträder sin brorson Caligula som romersk kejsare.
- 25 januari – Efter en natts förhandlingar accepteras Claudius som kejsare av den romerska senaten.

### Okänt datum
- Claudius gör Agrippa till kung av Judeen.
- Claudius hustru Messalina övertalar honom att förvisa Seneca d.y. till Korsika efter anklagelser om otrohet med kejsarens brorsdotter Julia Livilla.
- Claudius återinför religionsfrihet för judar i hela Romarriket, men förbjuder judar i Rom att missionera.
- Ett anfall över floden Rhen av germanerna stoppas av romarna.
- Jesu apostlar startar församlingar under förförjelsen mot de kristna. För första gången kallas de kristna.
- Kejsar Guangwu av den kinesiska Handynastin avsätter sin hustru, Guo Shentong, som kejsarinna och upphöjer sin älskarinna Yin Lihua till kejsarinna i hennes ställe.

## Födda
- Marcus Valerius Martialis, latinsk poet (möjligen detta år)
- Tiberius Claudius Caesar Britannicus, son till Claudius och Messalina

## Avlidna
- 24 januari
  - Caligula, romersk kejsare sedan 37 (mördad)
  - Julia Drusilla, dotter till Caligula (mördad)
- Slutet av året – Julia Livilla, dotter till Germanicus, brorsdotter till Claudius (ihjälsvulten i exil)